# 돌리코마스틱스목
돌리코마스틱스목(Dolichomastigales)은 알파 분류학에서 녹조식물문 마미엘라강에 속하는 녹조류 조류 목의 하나이다. 2개 과에 7종을 포함하고 있다.

## 하위 분류
- 크루스토마스틱스과 (Crustomastigaceae)
  - 크루스토마스틱스속 (Crustomastix) - 2종
- 돌리코마스틱스과 (Dolichomastigaceae)
  - 돌리코마스틱스속 (Dolichomastix) - 4종
  - Microrhizoidea - 유일종 M. pickettheapsiorum